# 日商ビジネス英語検定
日商ビジネス英語検定（にっしょうビジネスえいごけんてい）とは、日本商工会議所及び各地商工会議所が実施する検定試験（商工会議所検定試験）である。英語のビジネス文書の作成、海外取引に関する実務的な内容等の理解度を問う。

## 概要
すべての級において、パソコンを使用して設問に解答する「ネット試験」として実施をしている。2級及び3級では、試験終了後直ちに受験者の答案がインターネットを介して採点されるため、即時に結果が通知される。1級では答案がインターネットを介して回収された後、複数の専門家による採点を行うため、合否発表は数ヵ月後となる。

## 各級の基準
1級
豊富な海外取引の実務経験があり、英語による十分なビジネスコミュニケーション能力を有するレベルの出題がされる。記述式問題を中心に、英語力とビジネス知識を合わせた総合力が問われる。
2級
就業前あるいは就業後1年～2年以内に身につけるべき英語によるビジネスコミュニケーションの基礎的な能力を有するレベルの出題がされる。
3級
就業前に身につけるべき英語によるビジネスコミュニケーションの基礎的な能力を有するレベルの出題がされる。

## 受験料
- 1級 ￥7,000-
- 2級 ￥5,000-
- 3級 ￥4,000-

## 試験の実施
2級及び3級は商工会議所認定の商工会議所ネット試験施行機関（大学、専門学校、パソコンスクール、企業等）、日本商工会議所芝大門研修室が試験会場となる。試験日は各会場が決定する。
1級は商工会議所認定の商工会議所ネット試験施行機関が試験会場となる。試験日は10月第1日曜日とその前日、2月第3日曜日とその前日。土日の試験日のうち1日のみ施行するか、両日とも施行するかは、試験会場により異なる。

## 試験科目および合否
| 級 | 試験時間 | 合格基準 |
| -- | -------- | -------- |
| 1  | 90分     | 70点以上 |
| 2  | 40分     | 70点以上 |
| 3  | 30分     | 70点以上 |